# Il pianoforte non è il mio forte
Il pianoforte non è il mio forte è il secondo album di Francesco Baccini, pubblicato nel 1990 dalla CGD. Nell'album hanno collaborato anche Fabrizio De André (Genova Blues) e Ladri di Biciclette (Sotto questo sole). 
Il disco è prodotto da Giorgio Conte, fratello di Paolo Conte e cantautore anch'egli.

## Tracce
1. Le donne di Modena - 5:03
2. Qua qua quando - 3:33
3. La giostra di Bastian - 3:51
4. Coatto melody - 3:33
5. Ragazza da marito - 3:32
6. Il pianoforte non è il mio forte - 3:03
7. Tir - 3:56
8. Berenice - 2:35
9. Genova blues - 3:44 (con Fabrizio De André)
10. Sotto questo sole - 4:20 (con i Ladri di Biciclette)
11. Il mio nome è.........Ivo (Il dramma di "preservare") - 2:28

## Formazione
- Francesco Baccini - voce, pianoforte
- Andrea Braido - chitarra, basso, percussioni, marimba, xilofono, mandolino, violino
- Lele Melotti - batteria
- Flavio Boltro - tromba
- Daniele Pagella - violino
- Massimo Barbierato - violino
- Roberto Caviglione - viola
- Luciano Gilardengo - violoncello
- Fio Zanotti - fisarmonica
- Gianna Cerchier - cori
- Luca Jurman - cori